# José Francisco Nieto
José Francisco Nieto Contreras (Cúcuta, 6 novembre 1955 – Cúcuta, 10 gennaio 2021) è stato un calciatore colombiano naturalizzato venezuelano, di ruolo centrocampista.

## Biografia
Ha conseguito una laurea in biologia all'Universidad de Los Andes di Mérida, dedicandosi anche da anziano alla coltivazione soprattutto di bonsai e orchidee. È stato inoltre coordinatore sportivo del NUTULA, il Núcleo Universitario del Táchira de la Universidad de Los Andes. Ha avuto tre figlie: Erika Joanna, Yenny Andreina e Jessica Nieto Albarracín. È morto il 10 gennaio 2021, a 65 anni, vittima del COVID-19.

## Caratteristiche tecniche
Soprannominato Pacho, giocava nel ruolo di mediano. Veniva chiamato "l'uomo con il lucchetto" sia perché proteggeva il centrocampo con i suoi tagli efficaci, sia perché metteva sempre un lucchetto alla sua borsa, dato che alcuni compagni al Deportivo Táchira frugavano nella roba degli altri.

## Carriera

### Club
Inizia a giocare nel Cúcuta Deportivo, squadra della sua città natale, nel 1972. L'anno dopo passa al Deportes Tolima, rimanendo solo una stagione per poi fare la sua prima esperienza in Venezuela, all'Atlético San Cristóbal. Nel 1977 ritorna al Cúcuta.
Successivamente passa al Deportivo Táchira, club di cui diventa capitano e leggenda militando dal 1980 al 1983 e dal 1984 al 1989, facendo solo una breve parentesi tornando al San Cristóbal. In seguito gioca per la squadra dell'Universidad de Los Andes di Mérida. Dopo una pausa, ritorna a giocare nel 1999 disputando due incontri di Coppa Libertadores con il Deportivo Italchacao.

### Nazionale
Con la nazionale venezuelana disputa la Copa América 1987, scendendo in campo nelle due sconfitte 5-0 contro il Brasile il 28 giugno e 3-1 contro il Cile il 30 giugno, non mettendo a segno nessuna rete.

## Statistiche

### Cronologia presenze e reti in nazionale
| Cronologia completa delle presenze e delle reti in nazionale ― Venezuela | Cronologia completa delle presenze e delle reti in nazionale ― Venezuela | Cronologia completa delle presenze e delle reti in nazionale ― Venezuela | Cronologia completa delle presenze e delle reti in nazionale ― Venezuela | Cronologia completa delle presenze e delle reti in nazionale ― Venezuela | Cronologia completa delle presenze e delle reti in nazionale ― Venezuela | Cronologia completa delle presenze e delle reti in nazionale ― Venezuela | Cronologia completa delle presenze e delle reti in nazionale ― Venezuela |
| Data                                                                     | Città                                                                    | In casa                                                                  | Risultato                                                                | Ospiti                                                                   | Competizione                                                             | Reti                                                                     | Note                                                                     |
| ------------------------------------------------------------------------ | ------------------------------------------------------------------------ | ------------------------------------------------------------------------ | ------------------------------------------------------------------------ | ------------------------------------------------------------------------ | ------------------------------------------------------------------------ | ------------------------------------------------------------------------ | ------------------------------------------------------------------------ |
| 28-6-1987                                                                | Córdoba                                                                  | Brasile                                                                  | 5 – 0                                                                    | Venezuela                                                                | Coppa America 1987 - Fase a gironi                                       | -                                                                        | 63’                                                                      |
| 30-6-1987                                                                | Córdoba                                                                  | Cile                                                                     | 3 – 1                                                                    | Venezuela                                                                | Coppa America 1987 - Fase a gironi                                       | -                                                                        | 67’                                                                      |
| Totale                                                                   |                                                                          | Presenze                                                                 | 2                                                                        |                                                                          | Reti                                                                     | 0                                                                        |                                                                          |

## Palmarès

### Club

#### Competizioni nazionali
- Primera División: 3

Deportivo Táchira: 1981, 1984, 1986